# 2015-ös mű- és toronyugró-Európa-bajnokság
A kontinens legjobb mű- és toronyugrói június 9. és 14. között mérték össze tudásukat a németországi Rostockban, ahol 2009 után negyedszer rendezték meg a sportág önálló – vagyis nem a többi vizes rokonterülettel közös – Európa-bajnokságát.
A viadalon 11 számban – köztük az ötkarikás programban nem szereplő csapatversenyben – hirdettek végeredményt. Mindkét nemnél a 3 méteres műugrás és a toronyugrás Eb-aranyérmese kvótaszerzője lett országának a riói olimpiára.

## A versenyszámok időrendje
Az Európa-bajnokság eseményei helyi idő szerint (GMT +01:00):
| 2015. június 9., kedd                                                                                                 | 2015. június 10., szerda | 2015. június 11., csütörtök                                                                                                 |
| --- | --- | --- |
| 17:30 csapatverseny                                                                                                   | 10:00 Férfi 1 m (selejtező) 13:00 Női torony (selejtező) 15:30 Férfi 1 m (döntő) 17:30 Női torony (döntő)                   | 10:00 Férfi 3 m (selejtező) 13:00 Női torony szinkron (selejtező) 15:30 Férfi 3 m (döntő) 17:30 Női torony szinkron (döntő) |
| 2015. június 12., péntek                                                                                              | 2015. június 13., szombat                                                                                                   | 2015. június 14., vasárnap                                                                                                  |
| 10:00 Női 1 m (selejtező) 13:00 Férfi 3 m szinkron (selejtező) 15:30 Női 1 m (döntő) 17:30 Férfi 3 m szinkron (döntő) | 10:00 Női 3 m szinkron (selejtező) 11:30 Férfi torony (selejtező) 14:00 Női 3 m szinkron (döntő) 16:00 Férfi torony (döntő) | 10:00 Férfi torony szinkron (selejtező) 11:30 Női 3 m (selejtező) 14:00 Férfi töröny szinkron (döntő) 16:00 Női 3 m (döntő) |

## A versenyen részt vevő nemzetek
Az Eb-n 19 nemzet 100 sportolója – 54 férfi és 46 nő – vett részt. Magyarország három női (Kormos Villő, Reisinger Zsófia, Gondos Flóra) és egy férfi (Bóta Botond) versenyzőt indított.
| Részt vevő nemzetek férfi / nő megbontásban | Részt vevő nemzetek férfi / nő megbontásban | Részt vevő nemzetek férfi / nő megbontásban | Részt vevő nemzetek férfi / nő megbontásban | Részt vevő nemzetek férfi / nő megbontásban | Részt vevő nemzetek férfi / nő megbontásban | Részt vevő nemzetek férfi / nő megbontásban | Részt vevő nemzetek férfi / nő megbontásban | Részt vevő nemzetek férfi / nő megbontásban | Részt vevő nemzetek férfi / nő megbontásban | Részt vevő nemzetek férfi / nő megbontásban | Részt vevő nemzetek férfi / nő megbontásban |
| ------------------------------------------- | ------------------------------------------- | ------------------------------------------- | ------------------------------------------- | ------------------------------------------- | ------------------------------------------- | ------------------------------------------- | ------------------------------------------- | ------------------------------------------- | ------------------------------------------- | ------------------------------------------- | ------------------------------------------- |
| nemzet                                      | F                                           | N                                           | nemzet                                      | F                                           | N                                           | nemzet                                      | F                                           | N                                           | nemzet                                      | F                                           | N                                           |
| Ausztria                                    | 1                                           | 0                                           | Görögország                                 | 1                                           | 1                                           | Norvégia                                    | 2                                           | 2                                           | Spanyolország                               | 2                                           | 1                                           |
| Egyesült Királyság                          | 5                                           | 5                                           | Hollandia                                   | 2                                           | 3                                           | Olaszország                                 | 6                                           | 4                                           | Svájc                                       | 1                                           | 2                                           |
| Fehéroroszország                            | 3                                           | 0                                           | Lengyelország                               | 2                                           | 0                                           | Oroszország                                 | 6                                           | 5                                           | Svédország                                  | 2                                           | 2                                           |
| Finnország                                  | 2                                           | 2                                           | Magyarország                                | 1                                           | 3                                           | Örményország                                | 2                                           | 0                                           | Ukrajna                                     | 4                                           | 6                                           |
| Franciaország                               | 4                                           | 3                                           | Németország                                 | 7                                           | 5                                           | Románia                                     | 1                                           | 2                                           |                                             |                                             |                                             |

F = férfi, N = nő

## Eredmények

### Éremtáblázat
| #        | nemzet                   | arany | ezüst | bronz | összesen |
| 1        | Oroszország (RUS)        | 3     | 6     | 2     | 11       |
| 2        | Olaszország (ITA)        | 3     | 0     | 1     | 4        |
| 3        | Németország (GER)        | 2     | 2     | 2     | 6        |
| 4        | Franciaország (FRA)      | 2     | 1     | 0     | 3        |
| 5        | Ukrajna (UKR)            | 1     | 1     | 4     | 6        |
| 6        | Egyesült Királyság (GBR) | 0     | 1     | 0     | 1        |
| 7        | Fehéroroszország (BLR)   | 0     | 0     | 1     | 1        |
| 7        | Magyarország (HUN)       | 0     | 0     | 1     | 1        |
| összesen | összesen                 | 11    | 11    | 11    | 33       |

### Éremszerzők
| versenyszám   | arany                                      | ezüst                                | bronz                                   |
| csapatverseny |                                            |                                      |                                         |
| csapat        | Nagyezsda Bazsina / Viktor Minyibajev      | Maria Kurjo / Patrick Hausding       | Julia Prokopcsuk / Illja Kvasa          |
| férfiak       |                                            |                                      |                                         |
| 1 m           | Matthieu Rosset                            | Jevgenyij Novoszelov                 | Oleg Kologyij                           |
| 3 m           | Matthieu Rosset                            | Jevgenyij Kuznyecov                  | Ilja Zaharov                            |
| 3 m szinkron  | Ilja Zaharov / Jevgenyij Kuznyecov         | Illja Kvasa / Olekszandr Horskovozov | Patrick Hausding / Stephan Feck         |
| 10 m          | Martin Wolfram                             | Viktor Minyibajev                    | Vadzim Kaptur                           |
| 10 m szinkron | Patrick Hausding / Sascha Klein            | Roman Izmajlov / Viktor Minyibajev   | Makszim Dolgov / Olekszandr Horskovozov |
| nők           |                                            |                                      |                                         |
| 1 m           | Tania Cagnotto                             | Nagyezsda Bazsina                    | Olena Fedorova                          |
| 3 m           | Tania Cagnotto                             | Krisztina Ilinih                     | Tina Punzel                             |
| 3 m szinkron  | Tania Cagnotto / Francesca Dallapé         | Tina Punzel / Nora Subschinski       | Nagyezsda Bazsina / Krisztina Ilinih    |
| 10 m          | Julia Prokopcsuk                           | Laura Marino                         | Bátki Noémi                             |
| 10 m szinkron | Julija Tyimosinyina / Jekatyerina Petuhova | Georgia Ward / Robyn Birch           | Kormos Villő / Reisinger Zsófia         |